# アーサー・サリヴァン
アーサー・シーモア・サリヴァン（Sir Arthur Seymour Sullivan, 1842年5月13日 - 1900年11月22日）は、イギリスの作曲家。ウィリアム・S・ギルバート（劇作家・作詞家、William S. Gilbert, 1836年 - 1911年）と組んでオペラを創った事で知られている。

## 生涯

### 音楽の道へ
アーサー・サリヴァンはロンドンのランベスで生れた。父親は軍楽隊の隊長をしており、アーサーは8歳になる頃には父のバンドで使う楽器を器用に操るようになっていた。ベイズウォーター (Bayswater) の私立学校に行った後、王室礼拝堂の合唱隊への加入を認められ、チェルシーのチェイニー・ウォーク (Cheyne Walk) にあるその合唱隊の学校に通うようになった。その頃、彼は賛美歌や歌を作曲し始めている。
1856年、サリヴァンは最初のメンデルスゾーン賞を授与され、王立音楽アカデミーに学生として2年間在籍する。1858年（16歳）に、サリヴァンはライプツィヒへ旅行し、そこで勉学を継続し指揮法を学んだ。彼はこの期間に著しい音楽的な成長を遂げた。
1862年にロンドンに帰り、クリスタル・パレスで演じられたシェイクスピアの「テンペスト」の付随音楽が誕生している。サリヴァンは次第に、英国最高の作曲家として評価されるようになっていった。1866年に「交響曲ホ長調（アイリッシュ）」の演奏会が開かれた。この当時の作品には、「イン・メモリアム (In Memoriam)の序曲」と「チェロ協奏曲」（1866年）、オラトリオ「放蕩息子 (The Prodigal Son)」（1869年）、「失われた琴線 (The Lost Chord)」（1877年）等がある。

### 20歳代
1866年に、1幕物のオペレッタ「コックスとボックス (Cox and Box)」の総譜を出版する事で収入が増加した。これは歌劇場の為の作曲家として、彼の作品の中でも最も有名で富をもたらす事になった。
1867年の秋、彼はジョージ・グローヴとウィーンへ旅行し、未発見のシューベルトの楽譜という貴重な宝物を持ち帰った。

### 30歳代
1871年、ジョン・ハリングスヘッド (John Hollingshead) が、ゲイエティ劇場のためにオペレッタ「テスピス (Thespis)」をギルバートと共に創る事を、サリヴァンに委嘱した。この舞台は必ずしも成功とは言いがたく、その楽譜は後に紛失してしまったが、一部分は後に「ペンザンスの海賊 (The Pirates of Penzance)」で使われている。同じ年にセイバイン・ベアリング＝グールドが歌詞を書いた『進め、キリスト者の兵士　Onward, Christian Soldiers』（日本語では「見よや十字架の」として知られている）が作曲されている。
ギルバートとサリヴァンの真の協力体制が始まったのは1875年、リチャード・ドイリー・カート (Richard D'Oyly Carte) が彼等に1幕物の「陪審裁判（Trial by Jury)」を委嘱した時である。これは大成功を収め、3人はその後20年以上にわたり、時には対立する事もあったが協力関係を築き、14作品を残した。その後の作品は「魔法使い (The Sorcerer)」（1877年）、1878年には彼等のそれまででの最大の成功となった『軍艦ピナフォア (H.M.S. Pinafore)』 が生まれた。この作品はアメリカで頻繁に盗用され、ギルバートとサリヴァンは著作権を守るため1879年に大西洋を渡った。ニューヨークでは『ペンザンスの海賊』が生まれた。
次のギルバートとサリヴァンのオペラ『ペイシェンス(Patience)』は、1881年ロンドンのオペラ・コミク劇場で初演、同年末にはオープンしたばかりのサヴォイ劇場へ移りこけら落としを飾った。引き続き『アイオランシ (Iolanthe)』（1882年）、『ミカド (The Mikado)』（1885年）、『古城の衛士 (The Yeomen of the Guard)』（1888年）等が同劇場で上演された。2人の創り出した作品は《サヴォイ・オペラ》と総称されるようになる。「ミカド」は、サン＝サーンスのオペラ『黄色い王女』（1872年）やプッチーニの『蝶々夫人』（1904年）など、19世紀末の異国趣味の風潮が舞台に顕著に表れていた時代の産物である。

### 40歳代
1883年、サリヴァンはヴィクトリア女王からナイトの称号を授かった。同時代の批評家は彼のオペレッタ作曲家としての経歴に終止符を打つものと感じていた。騎士称号を得た音楽家は、オラトリオやグランド・オペラなどより下世話な作品を書いて、身を落とすべきではないと考えられていたからである。サリヴァンもまた、サヴォイ・オペラが与えてくれた経済的な保証はあったが、次第にギルバートとの仕事が自分の技術以下であり重要ではなくなってきたと感じていた。加えてサリヴァンは、ギルバートの意見を取り入れるために自分の音楽のやり方を抑えなければならないと感じていた。
1886年、サリヴァンはカンタータ「黄金伝説 (The Golden Legend) 」を創って批評家達に応えた。この曲は当時の殆どの人々がサリヴァンの最高傑作だと考えていた。結局サリヴァンは1890年、「ゴンドラの船頭達 (The Gondoliers)」の公演後、ギルバートとの共同作業に終止符を打った。その後リチャード・ドイリー・カートと共に、ウォルター・スコットの小説『アイヴァンホー（Ivanhoe）』を題材にした壮大なオペラを創作して、ロイヤル・オペラ・ハウスで上演された。しかし数年後、サリヴァンは2つのオペレッタで再びギルバートと共に仕事をし、他の仲間とは3つの作品を生み出した。
サリヴァンは生涯健康には恵まれず、1900年11月22日ロンドンの自宅で、肺炎により58歳で死亡した。ロンドンのヴィクトリア堤防公園 (Victoria Embankment Gardens) に彼の顕彰碑が建てられた。

## 主要作品
詳細はw:List of musical compositions by Arthur Sullivanを参照。

### コミック・オペラ
- コックスとボックス,または永らく不明の兄弟
- 軍艦ピナフォア,または水兵を恋した小娘
- ペンザンスの海賊
- イオランテ,または貴族と妖精
- ミカド,またはティティプの町
- 近衛騎兵隊,または従者とその女中
- ゴンドラの漕ぎ手,またはバラタリアの王

### 管弦楽曲
- 交響曲 ホ長調
- プリンセス・オブ・ウェールズ行進曲
- 序曲「舞踏会にて」